# Гасюк-Пихович, Камила
Камила Гасюк-Пихович (пол. Kamila Gasiuk-Pihowicz; род. 8 мая 1983, Варшава) — польская юрист и политик, депутат Сейма VIII, IX и X созывов (2015-2024). С 2024 Депутат Европейского парламента X созыва.
Пресс-секретарь (2015—2016) и глава парламентской фракции партии «Современная» (2018), заместительница председателя фракции «Гражданская платформа — Гражданская коалиция» (2018—2019).

## Биография
Родилась 9 мая 1983 года в Варшаве, детство и юность провела в Седлице.
В 2007 окончила факультет права и администрации Университета кардинала Стефана Вышиньского. В том же году она также получила степень бакалавра финансов и банковского дела в Варшавской школе экономики.
В 2004 участвовала в выборах в Европейский парламент по партийному списку Союза свободы. В 2005 году она поддержала создание Демократической партии — demokraci.pl.
Работала в администрации Уполномоченного по гражданским правам.
В 2015 стала пресс-секретарём партии «Современная». Исполняла функции до апреля 2016 года.
На парламентских выборах 2015 года избрана депутатом Сейма 8-го созыва, получив 19 041 голосов. В парламенте стала членом Комиссии юстиции и прав человека, Комиссии здравоохранения и Комиссии по делам Европейского Союза.
9 января 2018 года стала главой парламентской фракции партии «Современная» в Сейме. В декабре 2018 года перешла во фракцию «Гражданская платформа — Гражданская коалиция».
Участвовала в выборах в Европейский парламент по списку Европейской коалиции.
В июле 2019 года стала членом партии «Гражданская платформа».
На парламентских выборах 2019 года переизбрана депутатом Сейма с результатом в 34 793 голосов. На парламентских выборах 2023 года избрана депутатом Сейма в третий раз.
14 декабря 2023 года избрана в Национальный судебный совет.

## Участие в выборах
| Выборы | Избирательный комитет           | Избирательный комитет | Орган                              | Результат      |
| ------ | ------------------------------- | --------------------- | ---------------------------------- | -------------- |
| 2004   |                                 | Союз свободы          | Европейский парламент VI созыва    | 503 (0,15%)    |
| 2015   |                                 | Современная           | Сейм Республики Польша VIII созыва | 19 041 (3,88%) |
| 2019   |                                 | Европейская коалиция  | Европейский парламент IX созыва    | 85 736 (6,19%) |
| 2019   |                                 | Гражданская коалиция  | Сейм Республики Польша IX созыва   | 34 793 (7,68%) |
| 2023   | Сейм Республики Польша X созыва | Гражданская коалиция  | 57 609 (10,68%)                    |                |
| 2024   | Европейский парламент X созыва  | Гражданская коалиция  | 136 811 (10,49%)                   |                |